# 허큘리스자리 V838
헤르쿨레스자리 V838은 헤르쿨레스자리에 있는 신성이다.